# Greg Dulcich
Gregory Paul Dulcich (Glendale, 26 marzo 2000) è un giocatore di football americano statunitense che milita nel ruolo di tight end per i New York Giants della National Football League (NFL).

## Carriera

### Denver Broncos
Dulcich al college giocò a football a UCLA. Fu scelto nel corso del terzo giro (80º assoluto) assoluto nel Draft NFL 2022 dai Denver Broncos. A causa di un problema a un tendine del ginocchio che lo limitò per la maggior parte del training camp, fu inserito in lista infortunati il 31 agosto 2022. Tornò nel roster attivo per la gara della settimana 6 contro i Los Angeles Chargers nel Monday Night Football, e nel suo debutto segnò un touchdown su passaggio da 39 yard di Russell Wilson. La sua stagione da rookie si concluse con 33 ricezioni per 411 yard e 2 marcature in 10 presenze, 6 delle quali come titolare.

### New York Giants
Il 26 novembre 2024 Dulcich firmò con i New York Giants.